# Sydlig rödnäbbstoko
Sydlig rödnäbbstoko (Tockus rufirostris) är en fågel i familjen näshornsfåglar inom ordningen härfåglar och näshornsfåglar.

## Utseende och läte
Sydlig rödnäbbstoko är en liten och svartvit näshornsfågel med en förhållandevis liten röd näbb. Hanen har svart längst in på näbbroten. Liknande damaratokon skiljer sig genom bruna, ej gula, ögon och otecknat gräddvitt på huvud och hals. Turkanatokon är större, med kraftigare näbb, mörkt ansikte och mörka ögon, medan krontokon har helbrun rygg och orangefärgad näbb. Revirlätet, som avges med huvudet nedböjt och spridda vingar, inleds med en serie med "kok-kok-kok" och övergår i ett rullande och tvåstavigt "kokok-kokok". 

## Utbredning och systematik
Fågeln förekommer i ett område från Malawi och Zambia till södra Angola, nordöstra Namibia, Botswana, Zimbabwe, östra Swaziland och norra Sydafrika (Transvaal och norra KwaZulu-Natal), samt i den övre delen av Zambezidalen i Moçambique. Tidigare ingick sydlig rödnäbbstoko i komplexet rödnäbbad toko vars fem taxon; kempi, erythrorhynchus, ruahae, rufirostris och damarensis numera givits artstatus.

## Levnadssätt
Sydlig rödnäbbstoko hittas i öppen savann med sparsam markvegetation. Där ses den i par, hoppande på marken på jakt efter ryggradslösa djur.

## Status
IUCN har ännu inte erkänt taxonet som art, varför den inte placeras i någon hotkategori.